# پپر (ربات)
پپر یک ربات انسان‌نما است که توسط شرکت سافت‌بنک ربوتیکس طراحی شده و قادر به شناسایی احساسات است. از این ربات در همایشی در ۵ ژوئن ۲۰۱۴ رونمایی شد. پپر قادر است از طریق تحلیل حالت چهره و نیز لحن صدای مخاطب، احساسات او را شناسایی کند.